# Disa crassicornis
Disa crassicornis är en orkidéart som beskrevs av John Lindley. Disa crassicornis ingår i släktet Disa och familjen orkidéer. Inga underarter finns listade i Catalogue of Life.

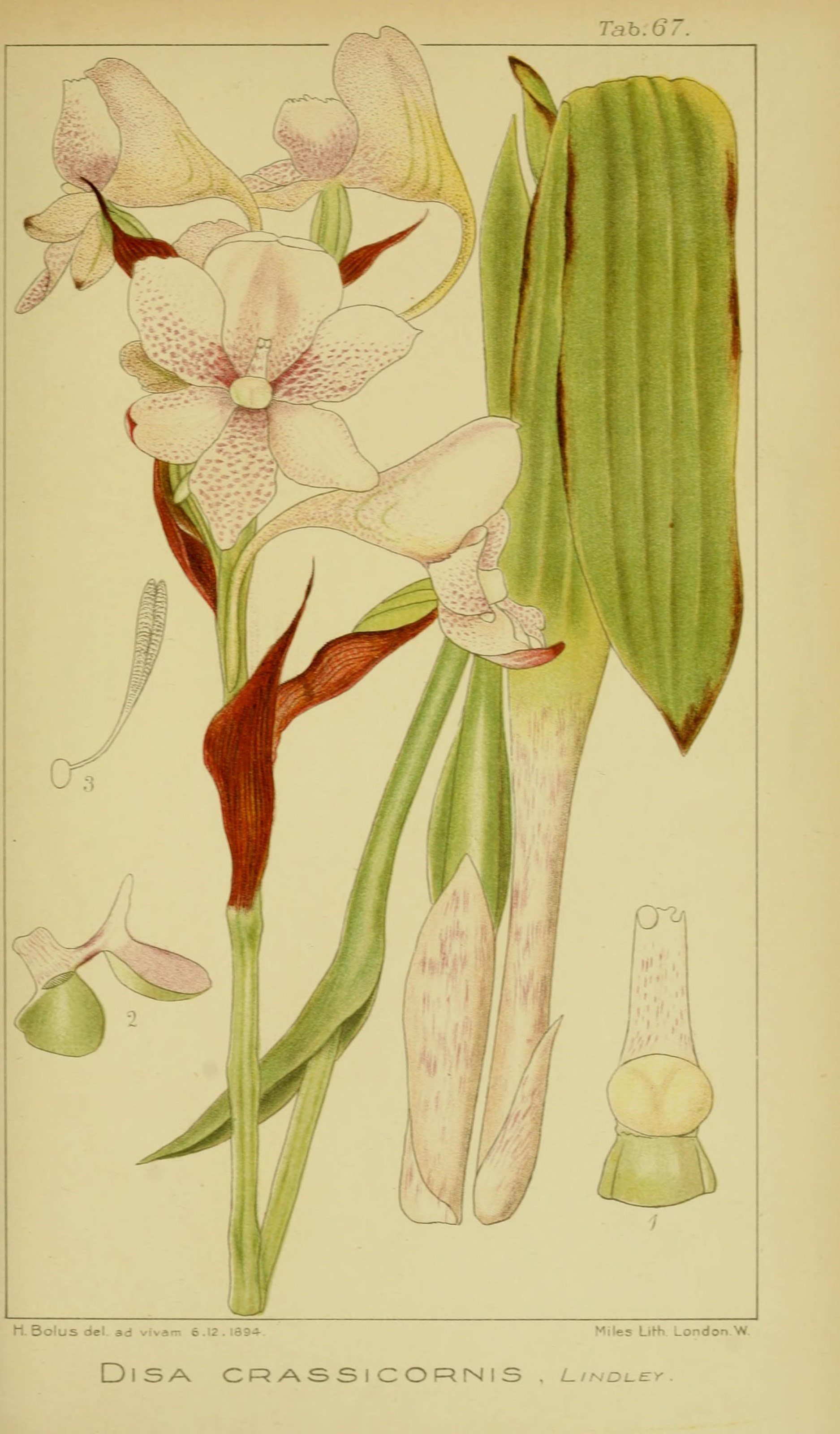